# Sé titular de Nísibis

Mapa da diocese civil do Oriente (século V)

A Arquidiocese de Nísibis (em latim: Archidiœcesis Nisibena) foi uma circunscrições eclesiásticas, atestada do século IV ao XX, localizada em Nísibis (correspondente à cidade turca atual de Nusaybin) pertencente a diferentes denominações cristãs. Desde o século XVIII, tem sido uma sé arquiepiscopal titular da Igreja Católica Romana.

## História

### Origem

Fronteira romano-persa no final do século IV com a indicação da posição geográfica da cidade de Nísibis

Nísibis é uma antiga sé arquiepiscopal da província romana da Mesopotâmia, na diocese civil do Oriente e no patriarcado de Antioquia. A única Notitia Episcopatuum conhecida do patriarcado de Antioquia ignora a sé de Nísibis, provavelmente porque na época de sua primeira redação (século VI) a cidade não fazia mais parte do Império Bizantino.
As origens do Cristianismo em Nísibis e em seu território, que só passou a fazer parte do Império Romano depois de 297, são incertas. A presença cristã foi documentada no final do século II, de acordo com o testemunho da vida de Abércio de Hierópolis. Muito provavelmente o bispado foi estabelecido após a chegada dos romanos e a liberalização da religião cristã após o Édito de Milão em 313.
Quatro bispos são conhecidos dessa sé na antiguidade, mas as fontes não são unânimes em sua cronologia. De acordo com a Cronografia de Elias bar Sinaia, o primeiro bispo foi Babu que, em 309, deu lugar a Tiago, o primeiro metropolita, que, por sua vez, foi substituído por Volageso em 338. Na Crônica de Jacó de Edessa, Babu não é mencionado. Efrém e a Crônica de Miguel, o Sírio, colocam Tiago como o primeiro bispo, sucedido em 338 por Babu, que morreu em 346/350, e Volageso. O último bispo antes da queda de Nísibis é Abraão. Atribui-se a Volageso a construção do batistério (359), anexo à catedral construída por Tiago, da qual restam estruturas parciais.
Após a queda de Nísibis para as mãos dos persas com Sapor II (363), a sé foi permanentemente ocupada por bispos siríacos orientais, atestados de 410 até o início do século XVII, e bispos siríacos ortodoxos, dos quais quinze são conhecidos do século VII ao XII.

### Sé da Igreja do Oriente
Os tratados de paz de 363 entre o imperador Joviano e Sapor II previam a cessão de Nísibis aos persas. As crônicas da época relatam que a cidade, abandonada pelos romanos, foi repovoada por Sapor com 12 mil persas.
A comunidade cristã sobreviveu aos eventos da guerra e, desde essa época até as conquistas árabes do século VII, gravitou na órbita da Igreja persa. Da sé episcopal de Nísibis, os dípticos, em uso nas celebrações litúrgicas da Igreja do Oriente, com uma série de 62 nomes, foram transmitidos em manuscritos antigos. Depois de Abraão, o último bispo romano, os dípticos trazem os nomes de quatro bispos desconhecidos pelas fontes históricas. O primeiro bispo historicamente documentado é Oséias, que participou do concílio de Selêucia-Ctesifonte, convocado pelo católico Mar Isaque em 410.
Nesse concílio, Nísibis foi reconhecida como a sé metropolitana da província persa de Arbaistão e recebeu quatro sés sufragâneas: Arzanena, Austã de Arzanena, Moxoena e Reimena. A sé foi classificada como a segunda entre as sés metropolitanas da Igreja Persa, depois de Bete Lapate. Nos atos dos concílios nacionais siríacos orientais subsequentes, reunidos no texto conhecido como Synodicon Orientale, outros bispos sufragâneos de Nísibis são mencionados, como os de Xigar, Cardu, Zabdicena, Cube de Arzanena, Tamanom, Maipercate e Balade.
A metrópole é atestada até o início do século XVII e foi formalmente suprimida no sínodo de Amida de 1616; seu território tornou-se parte primeiro da arquidiocese de Amida, onde o título de Nísibis sobreviveu por algum tempo, e depois da sé de Mardim.

### Sé da Igreja Siríaca
As conquistas árabes na primeira metade do século VII puseram fim ao Império Persa e à presença bizantina ao sul da Anatólia. A perda de fronteiras nessa região permitiu a emigração de cristãos siríacos ortodoxos da Síria para Nísibis, onde se formou uma grande comunidade.
A sé siríaca ortodoxa é atestada mesmo antes da conquista árabe da região. De fato, de acordo com a Crônica de Miguel, o Sírio, o metropolita Abraão de Nísibis consagrou João, o novo patriarca da Igreja Ortodoxa Siríaca, por volta de 631. A mesma Crônica registra os nomes de vários metropolitas nisibenos nomeados pelos patriarcas ortodoxos sírios de Antioquia, até o século XI. Por volta da segunda metade do século, Nísibis passou da jurisdição do patriarcado de Antioquia para a do católico e mafriano de Ticrite.
No século XII, sabe-se que o bispo João participou do sínodo celebrado pelo patriarca Miguel em 1166. Depois de Abraão, mencionado em 1189, não se conhece mais nenhum bispo siríaco ortodoxo de Nísibis, coincidindo com a supressão da sé e sua incorporação à metrópole de Mardim. A sé foi restaurada no século XIX, mas desapareceu definitivamente com o fim da Primeira Guerra Mundial.

### Sé titular da Igreja Católica Romana
Desde o século XVIII, Nísibis é contada entre as sés arquiepiscopais titulares da Igreja Católica de rito latino; a sé está vaga desde 18 de julho de 1968.
Na Igreja Católica Caldeia e na Igreja Maronita, o título de Nísibis também é dado, respectivamente Nísibis dos Caldeus e Nísibis dos Maronitas. Em uma ocasião, o título, agora suprimido, também foi atribuído pela Igreja Católica Armênia a Gregório Govrik (1910-1931), abade geral da Ordem Mequitarista.
Em contraste, na Igreja Católica Síria, o título de Nísibis foi unido ao de Hassaké desde 1965.